# 9e étape du Tour de France 2013
Pour un article plus général, voir Tour de France 2013.
La 9e étape du Tour de France 2013 s'est déroulée le dimanche 7 juillet 2013. Elle part de Saint-Girons et arrive à Bagnères-de-Bigorre.

## Parcours
Cette étape de montagne de 168 km emprunte cinq cols : le col de Portet-d'Aspet (1 069 m), de deuxième catégorie, le col de Menté (1 349 m), le col de Peyresourde (1 569 m), le col de Val Louron-Azet (1 580 m) et la Hourquette d'Ancizan (1 564 m), quatre cols de première catégorie. Le sprint intermédiaire est organisé à Bagnères-de-Luchon, au km 73.

## Déroulement de la course
L'équipe Garmin-Sharp passe à l'offensive dès le début de l'étape, avec Jack Bauer et David Millar. Ces coureurs sont repris et plusieurs autres attaques se succèdent, mais la formation Sky imprime un rythme soutenu dans le Col de Portet-d'Aspet. Arnold Jeannesson (FDJ.fr) passe en tête au col suivi de Daniel Martin (Garmin-Sharp). Un groupe de 14 coureurs s'échappe, comprenant entre autres trois Garmin-Sharp, Martin, Thomas Danielson, Ryder Hesjedal mais également le Français Pierre Rolland (Europcar). Ces coureurs entament l'ascension vers le col de Menté, obligeant la Sky à rouler en tête du peloton, provoquant un gros écrémage. Les coureurs de la Movistar prennent le relais de la Sky et lâchent tous les coéquipiers du maillot jaune Christopher Froome. Danielson passe en tête au col de Menté.
Cinq coureurs réussissent ensuite à s'échapper et à creuser un léger écart sur le peloton du maillot jaune. Le groupe à l'avant est composé de Thomas De Gendt (Vacansoleil-DCM), Bart De Clercq (Lotto-Belisol), Romain Bardet (AG2R La Mondiale), Hesjedal et Rolland. Dans le col de Peyresourde, la Movistar continue de rouler à l'avant du peloton afin de garder à distance les coéquipiers de Froome et en particulier le deuxième du classement général Richie Porte. Au col, le Belge De Gendt passe le premier.
Jan Bakelants (RadioShack-Leopard) et Simon Clarke (Orica-GreenEDGE) intègrent le groupe de tête. Clarke se détache du groupe et passe en tête au col de Val Louron-Azet, mais est repris dans la descente par Bardet, Rolland et De Clercq. Ces quatre coureurs attaquent le col de la Hourquette d'Ancizan avec une vingtaine de secondes d'avance sur le peloton des leaders. Bardet part seul dans la montée mais ne peut résister au rythme mené par la Movistar. L'Irlandais Martin attaque, suivi du Danois Jakob Fuglsang (Astana). Ces deux coureurs creusent rapidement un écart sur le peloton, secoué par quelques accélérations de Nairo Quintana (Movistar), Froome répondant à chaque fois. Martin passe en tête à la Houquette d'Ancizan, le peloton est à 45 secondes. Dans la descente jusqu'à l'arrivée vers Bagnères-de-Bigorre, les deux coureurs à l'avant résistent au retour du peloton. Martin s'impose au sprint devant Fuglsang, le peloton réglé par Michał Kwiatkowski arrive avec 20 secondes de retard. Froome conserve le maillot jaune. Porte est le seul perdant de la journée, rejoignant l'arrivée avec 18 minutes et 30 secondes de retard sur le vainqueur.

## Résultats

### Classement de l'étape
| Classement de la 9e étape | Classement de la 9e étape | Classement de la 9e étape | Classement de la 9e étape | Classement de la 9e étape |
|                           | Coureur                   | Pays                      | Équipe                    | Temps                     |
| ------------------------- | ------------------------- | ------------------------- | ------------------------- | ------------------------- |
| 1er                       | Daniel Martin             | Irlande                   | Garmin-Sharp              | en 4 h 43 min 3 s         |
| 2e                        | Jakob Fuglsang            | Danemark                  | Astana                    | + 0 s                     |
| 3e                        | Michał Kwiatkowski        | Pologne                   | Omega Pharma-Quick Step   | + 20 s                    |
| 4e                        | Daniel Moreno             | Espagne                   | Katusha                   | + 20 s                    |
| 5e                        | Joaquim Rodríguez         | Espagne                   | Katusha                   | + 20 s                    |
| 6e                        | Cadel Evans               | Australie                 | BMC Racing                | + 20 s                    |
| 7e                        | Wout Poels                | Pays-Bas                  | Vacansoleil-DCM           | + 20 s                    |
| 8e                        | Bauke Mollema             | Pays-Bas                  | Belkin                    | + 20 s                    |
| 9e                        | Daniel Navarro            | Espagne                   | Cofidis                   | + 20 s                    |
| 10e                       | Maxime Monfort            | Belgique                  | RadioShack-Leopard        | + 20 s                    |
| modifier                  |                           |                           |                           |                           |

### Points attribués
| Sprint intermédiaire de Bagnères-de-Luchon (km 73) | Sprint intermédiaire de Bagnères-de-Luchon (km 73) | Sprint intermédiaire de Bagnères-de-Luchon (km 73) | Sprint intermédiaire de Bagnères-de-Luchon (km 73) | Sprint intermédiaire de Bagnères-de-Luchon (km 73) |
| -------------------------------------------------- | -------------------------------------------------- | -------------------------------------------------- | -------------------------------------------------- | -------------------------------------------------- |
|                                                    | Coureur                                            | Pays                                               | Équipe                                             | Point(s)                                           |
| 1er                                                | Thomas De Gendt                                    | Belgique                                           | Vacansoleil-DCM                                    | 20                                                 |
| 2e                                                 | Pierre Rolland                                     | France                                             | Europcar                                           | 17                                                 |
| 3e                                                 | Bart De Clercq                                     | Belgique                                           | Lotto-Belisol                                      | 15                                                 |
| 4e                                                 | Ryder Hesjedal                                     | Canada                                             | Garmin-Sharp                                       | 13                                                 |
| 5e                                                 | Romain Bardet                                      | France                                             | AG2R La Mondiale                                   | 11                                                 |
| 6e                                                 | Simon Geschke                                      | Allemagne                                          | Argos-Shimano                                      | 10                                                 |
| 7e                                                 | Jan Bakelants                                      | Belgique                                           | RadioShack-Leopard                                 | 9                                                  |
| 8e                                                 | Arthur Vichot                                      | France                                             | FDJ.fr                                             | 8                                                  |
| 9e                                                 | Jesús Hernández Blázquez                           | Espagne                                            | Saxo-Tinkoff                                       | 7                                                  |
| 10e                                                | Michael Rogers                                     | Australie                                          | Saxo-Tinkoff                                       | 6                                                  |
| 11e                                                | Daryl Impey                                        | Afrique du Sud                                     | Orica-GreenEDGE                                    | 5                                                  |
| 12e                                                | Rui Costa                                          | Portugal                                           | Movistar                                           | 4                                                  |
| 13e                                                | Alejandro Valverde                                 | Espagne                                            | Movistar                                           | 3                                                  |
| 14e                                                | Nairo Quintana                                     | Colombie                                           | Movistar                                           | 2                                                  |
| 15e                                                | Blel Kadri                                         | France                                             | AG2R La Mondiale                                   | 1                                                  |
| modifier                                           |                                                    |                                                    |                                                    |                                                    |

| Classement de l'étape | Classement de l'étape | Classement de l'étape | Classement de l'étape   | Classement de l'étape |
| --------------------- | --------------------- | --------------------- | ----------------------- | --------------------- |
|                       | Coureur               | Pays                  | Équipe                  | Point(s)              |
| 1er                   | Daniel Martin         | Irlande               | Garmin-Sharp            | 20                    |
| 2e                    | Jakob Fuglsang        | Danemark              | Astana                  | 17                    |
| 3e                    | Michał Kwiatkowski    | Pologne               | Omega Pharma-Quick Step | 15                    |
| 4e                    | Daniel Moreno         | Espagne               | Katusha                 | 13                    |
| 5e                    | Joaquim Rodríguez     | Espagne               | Katusha                 | 11                    |
| 6e                    | Cadel Evans           | Australie             | BMC Racing              | 10                    |
| 7e                    | Wout Poels            | Pays-Bas              | Vacansoleil-DCM         | 9                     |
| 8e                    | Bauke Mollema         | Pays-Bas              | Belkin                  | 8                     |
| 9e                    | Daniel Navarro        | Espagne               | Cofidis                 | 7                     |
| 10e                   | Maxime Monfort        | Belgique              | RadioShack-Leopard      | 6                     |
| 11e                   | Alejandro Valverde    | Espagne               | Movistar                | 5                     |
| 12e                   | Andy Schleck          | Luxembourg            | RadioShack-Leopard      | 4                     |
| 13e                   | Alberto Contador      | Espagne               | Saxo-Tinkoff            | 3                     |
| 14e                   | Christopher Froome    | Royaume-Uni           | Sky                     | 2                     |
| 15e                   | Roman Kreuziger       | Tchéquie              | Saxo-Tinkoff            | 1                     |
| modifier              |                       |                       |                         |                       |

### Cols et côtes
| Col de Portet-d'Aspet (km 28,5) 2e catégorie | Col de Portet-d'Aspet (km 28,5) 2e catégorie | Col de Portet-d'Aspet (km 28,5) 2e catégorie | Col de Portet-d'Aspet (km 28,5) 2e catégorie | Col de Portet-d'Aspet (km 28,5) 2e catégorie |
| -------------------------------------------- | -------------------------------------------- | -------------------------------------------- | -------------------------------------------- | -------------------------------------------- |
|                                              | Coureur                                      | Pays                                         | Équipe                                       | Point(s)                                     |
| 1er                                          | Arnold Jeannesson                            | France                                       | FDJ.fr                                       | 5                                            |
| 2e                                           | Daniel Martin                                | Irlande                                      | Garmin-Sharp                                 | 3                                            |
| 3e                                           | Thomas Danielson                             | États-Unis                                   | Garmin-Sharp                                 | 2                                            |
| 4e                                           | Przemysław Niemiec                           | Pologne                                      | Lampre-Merida                                | 1                                            |
| modifier                                     |                                              |                                              |                                              |                                              |

| Col de Menté (km 44) 1re catégorie | Col de Menté (km 44) 1re catégorie | Col de Menté (km 44) 1re catégorie | Col de Menté (km 44) 1re catégorie | Col de Menté (km 44) 1re catégorie |
| ---------------------------------- | ---------------------------------- | ---------------------------------- | ---------------------------------- | ---------------------------------- |
|                                    | Coureur                            | Pays                               | Équipe                             | Point(s)                           |
| 1er                                | Thomas Danielson                   | États-Unis                         | Garmin-Sharp                       | 10                                 |
| 2e                                 | Ryder Hesjedal                     | Canada                             | Garmin-Sharp                       | 8                                  |
| 3e                                 | Yury Trofimov                      | Russie                             | Katusha                            | 6                                  |
| 4e                                 | Igor Antón                         | Espagne                            | Euskaltel Euskadi                  | 4                                  |
| 5e                                 | Pierre Rolland                     | France                             | Europcar                           | 2                                  |
| 6e                                 | Nairo Quintana                     | Colombie                           | Movistar                           | 1                                  |
| modifier                           |                                    |                                    |                                    |                                    |

| Col de Peyresourde (km 90) 1re catégorie | Col de Peyresourde (km 90) 1re catégorie | Col de Peyresourde (km 90) 1re catégorie | Col de Peyresourde (km 90) 1re catégorie | Col de Peyresourde (km 90) 1re catégorie |
| ---------------------------------------- | ---------------------------------------- | ---------------------------------------- | ---------------------------------------- | ---------------------------------------- |
|                                          | Coureur                                  | Pays                                     | Équipe                                   | Point(s)                                 |
| 1er                                      | Thomas De Gendt                          | Belgique                                 | Vacansoleil-DCM                          | 10                                       |
| 2e                                       | Pierre Rolland                           | France                                   | Europcar                                 | 8                                        |
| 3e                                       | Bart De Clercq                           | Belgique                                 | Lotto-Belisol                            | 6                                        |
| 4e                                       | Ryder Hesjedal                           | Canada                                   | Garmin-Sharp                             | 4                                        |
| 5e                                       | Romain Bardet                            | France                                   | AG2R La Mondiale                         | 2                                        |
| 6e                                       | Jan Bakelants                            | Belgique                                 | RadioShack-Leopard                       | 1                                        |
| modifier                                 |                                          |                                          |                                          |                                          |

| Col de Val Louron-Azet (km 110,5) 1re catégorie | Col de Val Louron-Azet (km 110,5) 1re catégorie | Col de Val Louron-Azet (km 110,5) 1re catégorie | Col de Val Louron-Azet (km 110,5) 1re catégorie | Col de Val Louron-Azet (km 110,5) 1re catégorie |
| ----------------------------------------------- | ----------------------------------------------- | ----------------------------------------------- | ----------------------------------------------- | ----------------------------------------------- |
|                                                 | Coureur                                         | Pays                                            | Équipe                                          | Point(s)                                        |
| 1er                                             | Simon Clarke                                    | Australie                                       | Orica-GreenEDGE                                 | 10                                              |
| 2e                                              | Pierre Rolland                                  | France                                          | Europcar                                        | 8                                               |
| 3e                                              | Romain Bardet                                   | France                                          | AG2R La Mondiale                                | 6                                               |
| 4e                                              | Bart De Clercq                                  | Belgique                                        | Lotto-Belisol                                   | 4                                               |
| 5e                                              | Jan Bakelants                                   | Belgique                                        | RadioShack-Leopard                              | 2                                               |
| 6e                                              | Jonathan Castroviejo                            | Espagne                                         | Movistar                                        | 1                                               |
| modifier                                        |                                                 |                                                 |                                                 |                                                 |

| \| La Hourquette d'Ancizan (km 138) 1re catégorie \| La Hourquette d'Ancizan (km 138) 1re catégorie \| La Hourquette d'Ancizan (km 138) 1re catégorie \| La Hourquette d'Ancizan (km 138) 1re catégorie \| La Hourquette d'Ancizan (km 138) 1re catégorie \| \| ---------------------------------------------- \| ---------------------------------------------- \| ---------------------------------------------- \| ---------------------------------------------- \| ---------------------------------------------- \| \| \| Coureur \| Pays \| Équipe \| Point(s) \| \| 1er \| Daniel Martin \| Irlande \| Garmin-Sharp \| 10 \| \| 2e \| Jakob Fuglsang \| Danemark \| Astana \| 8 \| \| 3e \| Wout Poels \| Pays-Bas \| Vacansoleil-DCM \| 6 \| \| 4e \| Roman Kreuziger \| Tchéquie \| Saxo-Tinkoff \| 4 \| \| 5e \| Christopher Froome \| Royaume-Uni \| Sky \| 2 \| \| 6e \| Andy Schleck \| Luxembourg \| RadioShack-Leopard \| 1 \| \| modifier \| \| \| \| \| |                    |             |                    |          |
| La Hourquette d'Ancizan (km 138) 1re catégorie |                    |             |                    |          |
| | Coureur            | Pays        | Équipe             | Point(s) |
| 1er | Daniel Martin      | Irlande     | Garmin-Sharp       | 10       |
| 2e | Jakob Fuglsang     | Danemark    | Astana             | 8        |
| 3e | Wout Poels         | Pays-Bas    | Vacansoleil-DCM    | 6        |
| 4e | Roman Kreuziger    | Tchéquie    | Saxo-Tinkoff       | 4        |
| 5e | Christopher Froome | Royaume-Uni | Sky                | 2        |
| 6e | Andy Schleck       | Luxembourg  | RadioShack-Leopard | 1        |
| modifier |                    |             |                    |          |

## Classements à l'issue de l'étape

### Classement général
| Classement général | Classement général | Classement général | Classement général | Classement général  |
|                    | Coureur            | Pays               | Équipe             | Temps               |
| ------------------ | ------------------ | ------------------ | ------------------ | ------------------- |
| 1er                | Christopher Froome | Royaume-Uni        | Sky                | en 36 h 59 min 18 s |
| 2e                 | Alejandro Valverde | Espagne            | Movistar           | + 1 min 25 s        |
| 3e                 | Bauke Mollema      | Pays-Bas           | Belkin             | + 1 min 44 s        |
| 4e                 | Laurens ten Dam    | Pays-Bas           | Belkin             | + 1 min 50 s        |
| 5e                 | Roman Kreuziger    | Tchéquie           | Saxo-Tinkoff       | + 1 min 51 s        |
| 6e                 | Alberto Contador   | Espagne            | Saxo-Tinkoff       | + 1 min 51 s        |
| 7e                 | Nairo Quintana     | Colombie           | Movistar           | + 2 min 2 s         |
| 8e                 | Daniel Martin      | Irlande            | Garmin-Sharp       | + 2 min 28 s        |
| 9e                 | Joaquim Rodríguez  | Espagne            | Katusha            | + 2 min 31 s        |
| 10e                | Rui Costa          | Portugal           | Movistar           | + 2 min 45 s        |
| modifier           |                    |                    |                    |                     |

### Classement par points
| Classement par points | Classement par points | Classement par points | Classement par points   | Classement par points |
| --------------------- | --------------------- | --------------------- | ----------------------- | --------------------- |
|                       | Coureur               | Pays                  | Équipe                  | Point(s)              |
| 1er                   | Peter Sagan           | Slovaquie             | Cannondale              | 234 points            |
| 2e                    | André Greipel         | Allemagne             | Lotto-Belisol           | 141 pts               |
| 3e                    | Mark Cavendish        | Royaume-Uni           | Omega Pharma-Quick Step | 128 pts               |
| modifier              |                       |                       |                         |                       |

### Classement du meilleur grimpeur
| Classement du meilleur grimpeur | Classement du meilleur grimpeur | Classement du meilleur grimpeur | Classement du meilleur grimpeur | Classement du meilleur grimpeur |
| ------------------------------- | ------------------------------- | ------------------------------- | ------------------------------- | ------------------------------- |
|                                 | Coureur                         | Pays                            | Équipe                          | Point(s)                        |
| 1er                             | Pierre Rolland                  | France                          | Europcar                        | 49 points                       |
| 2e                              | Christopher Froome              | Royaume-Uni                     | Sky                             | 33 pts                          |
| 3e                              | Richie Porte                    | Australie                       | Sky                             | 28 pts                          |
| modifier                        |                                 |                                 |                                 |                                 |

### Classement du meilleur jeune
| Classement général du meilleur jeune | Classement général du meilleur jeune | Classement général du meilleur jeune | Classement général du meilleur jeune | Classement général du meilleur jeune |
|                                      | Coureur                              | Pays                                 | Équipe                               | Temps                                |
| ------------------------------------ | ------------------------------------ | ------------------------------------ | ------------------------------------ | ------------------------------------ |
| 1er                                  | Nairo Quintana                       | Colombie                             | Movistar                             | en 37 h 1 min 20 s                   |
| 2e                                   | Michał Kwiatkowski                   | Pologne                              | Omega Pharma-Quick Step              | + 1 min 23 s                         |
| 3e                                   | Romain Bardet                        | France                               | AG2R La Mondiale                     | + 5 min 7 s                          |
| modifier                             |                                      |                                      |                                      |                                      |

### Classement par équipes
| Classement par équipes | Classement par équipes | Classement par équipes | Classement par équipes |
|                        | Équipe                 | Pays                   | Temps                  |
| ---------------------- | ---------------------- | ---------------------- | ---------------------- |
| 1re                    | Movistar               | Espagne                | en 110 h 11 min 29 s   |
| 2e                     | Saxo-Tinkoff           | Danemark               | + 4 min 11 s           |
| 3e                     | Belkin                 | Pays-Bas               | + 5 min 22 s           |
| modifier               |                        |                        |                        |

## Abandons
- Rohan Dennis (Garmin-Sharp) : non-partant
- José Iván Gutiérrez (Movistar) : abandon
- Vasil Kiryienka (Sky) : hors délais
- Benjamín Noval (Saxo-Tinkoff) : abandon
- Michael Schär (BMC Racing) : non-partant